# Phaeacius
Phaeacius là một chi nhện trong họ Salticidae. Chi này được tìm thấy ở khu vực cận nhiệt đới Trung Quốc và giữa Ấn Độ và bán đảo Malaysia, bao gồm Sri Lanka, Sumatra và Philippines.